# فرودگاه بوفالو (تگزاس)
فرودگاه بوفالو (تگزاس) (به انگلیسی: Buffalo Airport (Texas)) یک فرودگاه همگانی بهره‌برداری هوایی است که یک باند فرود چمن دارد و طول باند آن ۱۸۹۰ متر است. این فرودگاه در شهر آماریلو، تگزاس کشور ایالات متحده آمریکا قرار دارد و در ارتفاع ۱۱۰۹ متری از سطح دریا واقع شده‌است.